# Ковелу (Табуа)
Ковелу (порт. Covelo) — район (фрегезия) в Португалии, входит в округ Коимбра. Является составной частью муниципалитета Табуа. Находится в составе крупной городской агломерации Большая Коимбра. По старому административному делению входил в провинцию Бейра-Алта. Входит в экономико-статистический субрегион Пиньял-Интериор-Норте, который входит в Центральный регион. Население составляет 308 человек на 2001 год. Занимает площадь 13,24 км².